# Centaurea ferox
Centaurea ferox là một loài thực vật có hoa trong họ Cúc. Loài này được Desf. mô tả khoa học đầu tiên.